# انرژی بادی در ایتالیا

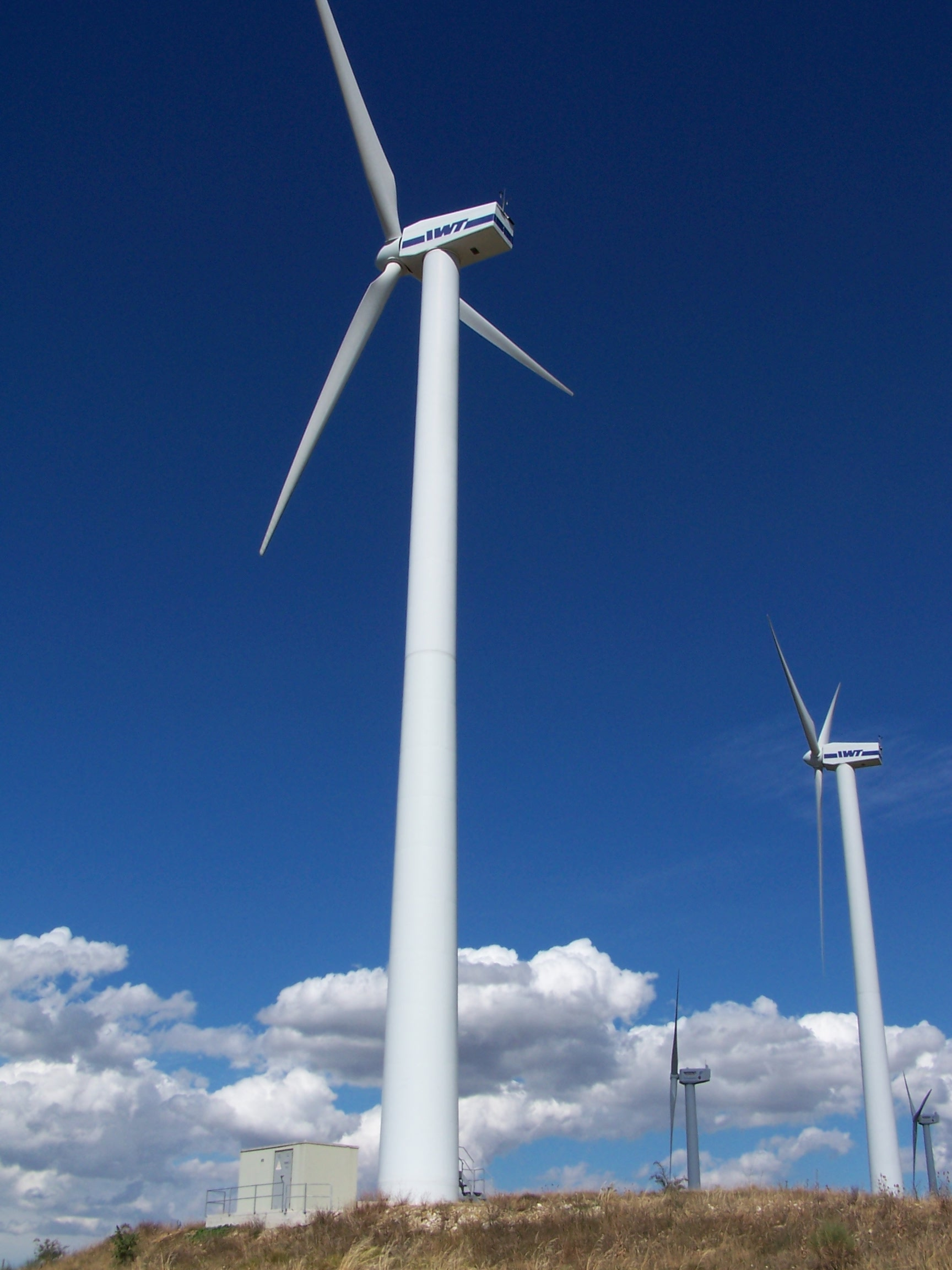
توربین‌های بادی در نزدیکی فریجنتو، استان آولینو، کامپانیا

انرژی بادی در ایتالیا در پایان سال ۲۰۱۵، بیش از ۱٬۸۴۷ توربین بادی با مجموع ظرفیت نامی ۸٬۹۵۸ مگاوات را در بر می‌گرفت. انرژی بادی، ۵٫۴ درصد از تولید برق ایتالیا در سال ۲۰۱۵ را به خود اختصاص داده بود (۱۴٬۵۸۹ گیگاوات ساعت). ایتالیا در پایان سال ۲۰۱۶، عنوان دهمین تولیدکننده انرژی بادی در جهان را در اختیار داشت. دورنمای انرژی بادی ایتالیا پس از سال ۲۰۲۰ مثبت بود، وفق اینکه چندین پروژه برای اجرا قبل از سال ۲۰۳۰ برنامه‌ریزی شده بود.
در سال ۲۰۱۹، ایتالیا ۲۰٬۰۵۴ گیگاوات ساعت برق از انرژی بادی تولید کرد که معادل ۷٫۱ درصد از کل تولید برق در این کشور بود.

## نمای کلی

سهم انرژی بادی از مجموع تقاضای برق در اروپا در سال ۲۰۱۷
> ۴۰٪
۲۰–۳۰٪
۱۰–۲۰٪
< ۱۰٪

در سال ۲۰۰۱، کمیسیون اروپا دستورالعمل خود را در مورد تولید برق از منابع انرژی تجدید پذیر صادر کرد. این دستورالعمل هدفی را برای ایتالیا تعیین کرد که تا سال ۲۰۱۰ دست‌کم ۲۵ درصد از برق خود را از انرژی‌های تجدیدپذیر به دست آورد. «کتاب سفید» ایتالیا در سال ۱۹۹۹، برای نصب انرژی بادی به ظرفیت ۲٬۵۰۰ مگاوات تا سال ۲۰۱۰ هدفگذاری کرده بود. ایتالیا در سال ۲۰۰۷ از این رقم فراتر رفت. دولت ایتالیا ۱۲٬۰۰۰ مگاوات را برای سال ۲۰۲۰ هدف قرار داده است. با توجه به اینکه رشد اخیر ایتالیا در ظرفیت انرژی بادی سالانه حدود ۳۰ درصد بوده است، در سال ۲۰۰۸ این هدفگذاری تا سال ۲۰۱۵ قابل دسترس به نظر می‌رسید ایتالیا سیستم سهمیه‌بندی انرژی تجدیدپذیر را در سال ۲۰۰۲ معرفی کرد و از گواهی سبز استفاده می‌کند تا اطمینان حاصل کند که تولیدکنندگان و واردکنندگان برق درصد مشخصی از برق را از انرژی تجدیدپذیر ارائه می‌کنند. انرژی تجدیدپذیر تحت سیستم سهمیه‌بندی باید از نیروگاه‌های جدید یا به روز رسانی‌شده که پس از ۱ آوریل ۱۹۹۹ شروع به کار کرده‌اند، تأمین شود.

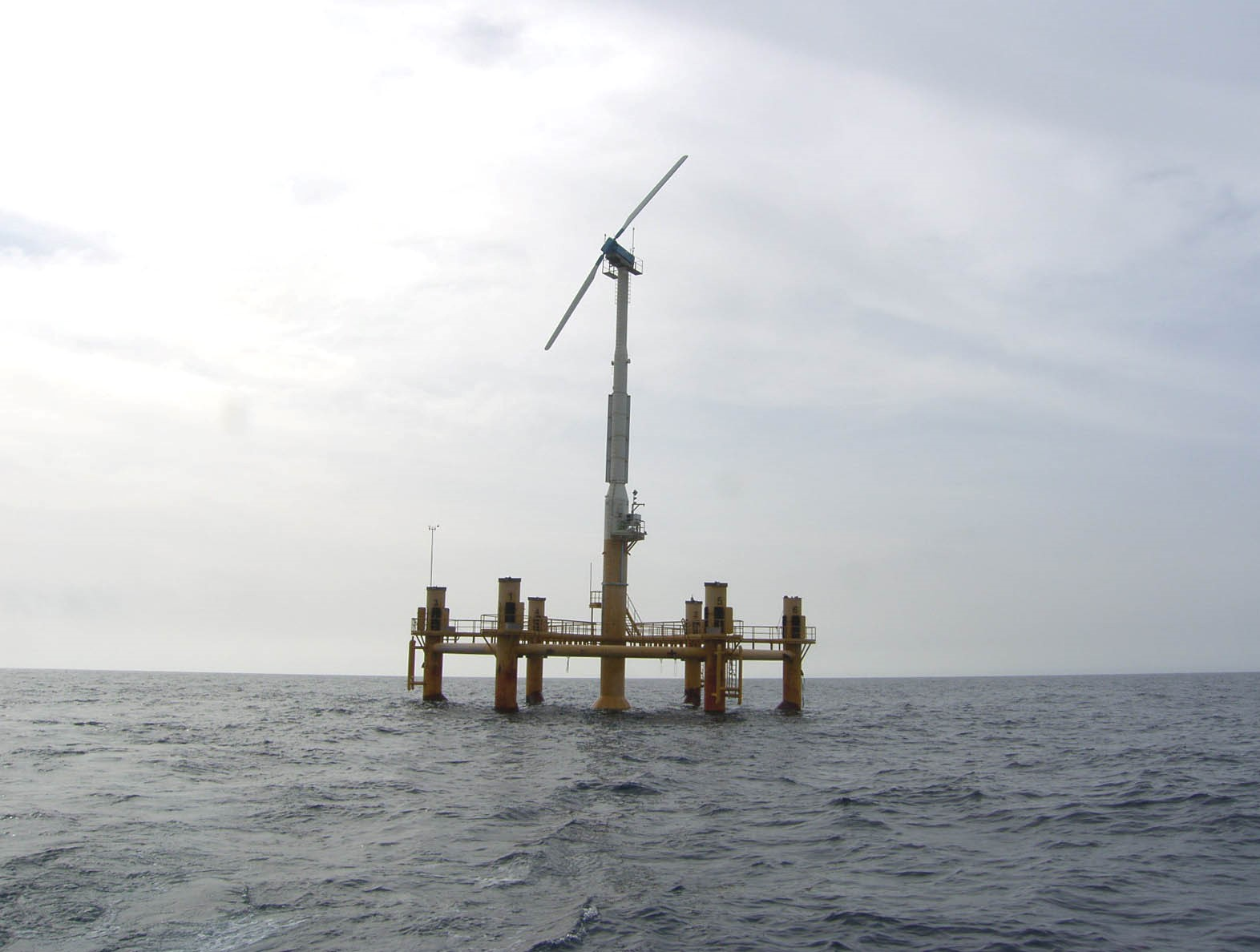
فناوری بلو اچ - اولین توربین بادی شناور جهان (۸۰ کیلووات)

اولین توربین‌های بادی شناور در سال‌های ۲۰۰۷–۲۰۰۸ آزمایش شدند. شرکت فناوری بلو اچ هلند در ماه دسامبر ۲۰۰۷، اولین توربین بادی شناور جهان را در فاصله ۲۱٫۳ کیلومتر (۱۳٫۲ مایل) از سواحل پولیا مستقر کرد. در ژانویه ۲۰۲۲، اولین فونداسیون‌های نیروگاه بادی دریایی بلئولیک (Beleolico) به ظرفیت ۳۰مگاوات در نزدیکی تارانتو نصب شد، و در آوریل ۲۰۲۲ آغاز به کار کرد.

## رشد ظرفیت نامی
جدول ذیل افزایش سالانه ظرفیت نامی نیروگاه بادی در سال‌های اخیر را نشان می‌دهد.: ۳۹ 
| سال  | ظرفیت نامی | ظرفیت نامی | نیروگاه | نیروگاه |
| سال  | مگاوات     | تغییر      | تعداد   | تغییر   |
| ---- | ---------- | ---------- | ------- | ------- |
| ۲۰۰۰ | ۳۶۳        | -          | ۵۵      | -       |
| ۲۰۰۱ | ۶۶۴        | ۸۲٫۹۲٪     | ۸۱      | ۴۷٫۲۷٪  |
| ۲۰۰۲ | ۷۸۰        | ۱۷٫۴۷٪     | ۹۹      | ۲۲٫۲۲٪  |
| ۲۰۰۳ | ۸۷۴        | ۱۲٫۰۵٪     | ۱۰۷     | ۸٫۰۸٪   |
| ۲۰۰۴ | ۱٬۱۳۱      | ۲۹٫۴۱٪     | ۱۲۰     | ۱۲٫۱۵٪  |
| ۲۰۰۵ | ۱۶۳۹       | ۴۴٫۹۲٪     | ۱۴۸     | ۲۳٫۳۳٪  |
| ۲۰۰۶ | ۱۹۰۸       | ۱۶٫۴۱٪     | ۱۶۹     | ۱۴٫۱۹٪  |
| ۲۰۰۷ | ۲۷۱۴       | ۴۲٫۲۴٪     | ۲۰۳     | ۲۰٫۱۲٪  |
| ۲۰۰۸ | ۳٬۵۳۸      | ۳۰٫۳۶٪     | ۲۴۲     | ۱۹٫۲۱٪  |
| ۲۰۰۹ | ۴٬۸۹۸      | ۳۸٫۴۴٪     | ۲۹۴     | ۲۱٫۴۹٪  |
| ۲۰۱۰ | ۵٬۸۱۴      | ۱۸٫۷۰٪     | ۴۸۷     | ۶۵٫۶۵٪  |
| ۲۰۱۱ | ۶۹۳۶       | ۱۹٫۳۰٪     | ۸۰۷     | ۶۵٫۷۱٪  |
| ۲۰۱۲ | ۸٬۱۴۴      | ۱۷٫۴۲٪     | ۱۰۵۴    |         |
| ۲۰۱۳ | ۸٬۵۵۲      | ۵٫۰۱٪      | ۱٬۳۸۶   |         |
| ۲۰۱۴ | ۸۷۰۳       | ۱٫۷۷٪      | ۱٬۸۴۷   |         |
| ۲۰۱۵ | ۹٬۱۲۶      | ۴٫۸۶٪      | ۲۷۳۴    |         |
| ۲۰۱۶ | ۹٬۳۸۸      |            | ۳٬۵۹۸   |         |
| ۲۰۱۷ | ۹۷۸۰       |            | ۵۵۷۹    |         |
| ۲۰۱۸ | ۱۰٬۳۱۰     |            | ۵٬۶۴۲   |         |
| ۲۰۱۹ | ۱۰۷۶۰      |            | ۵٬۶۴۴   |         |
| ۲۰۲۰ | ۱۰۹۰۷      |            | ۵٬۶۶۰   |         |
| ۲۰۲۱ | ۱۱٬۳۲۰     |            | ۵٬۷۳۱   |         |